# Nerocila madrasensis
Nerocila madrasensis är en kräftdjursart som beskrevs av K. Ramakrishna och Ramaniah 1978. Nerocila madrasensis ingår i släktet Nerocila och familjen Cymothoidae. Inga underarter finns listade i Catalogue of Life.